# Delta Dunaju

Rozrost delty Dunaju od czasów antycznych

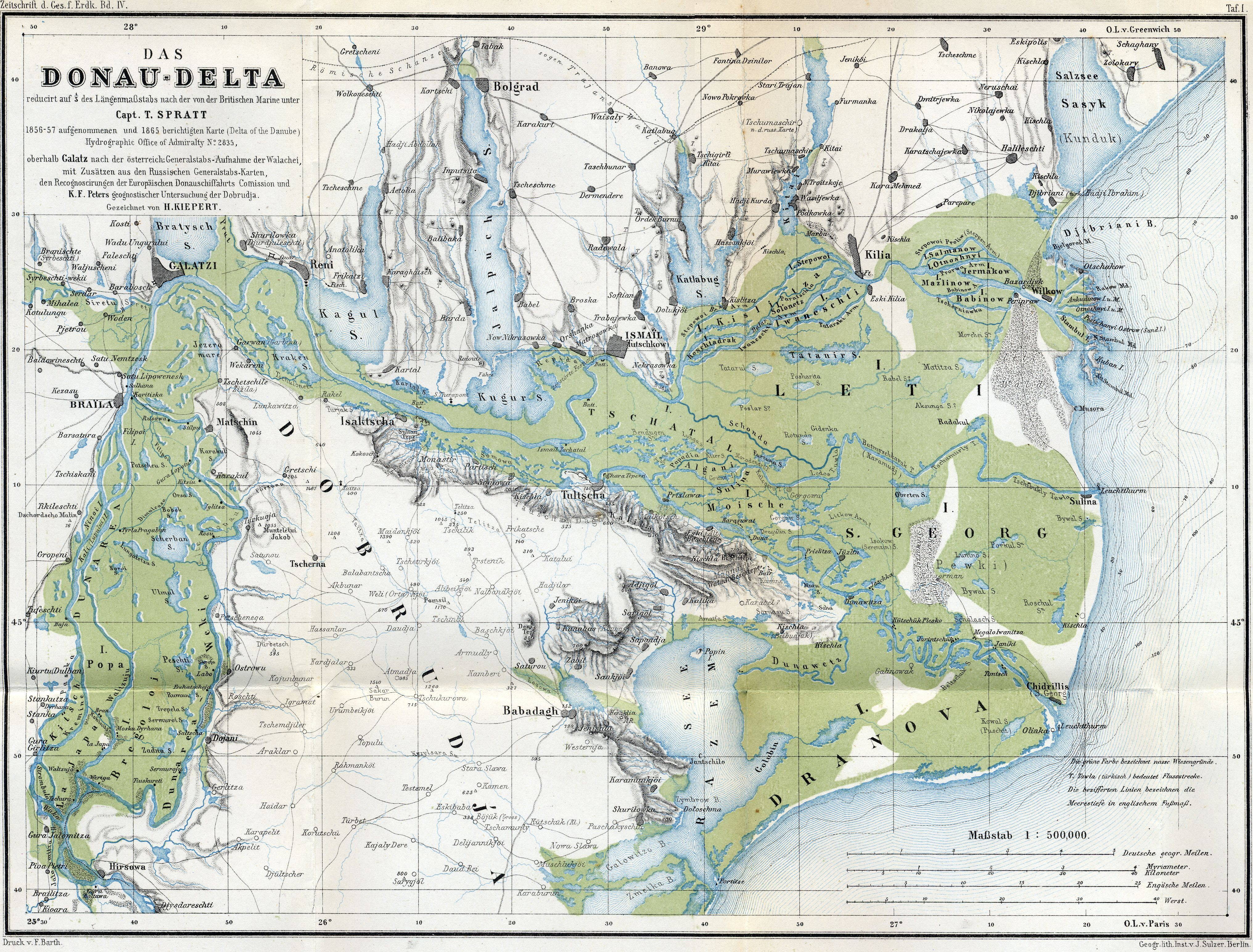
Delta Dunaju w 1856 r.

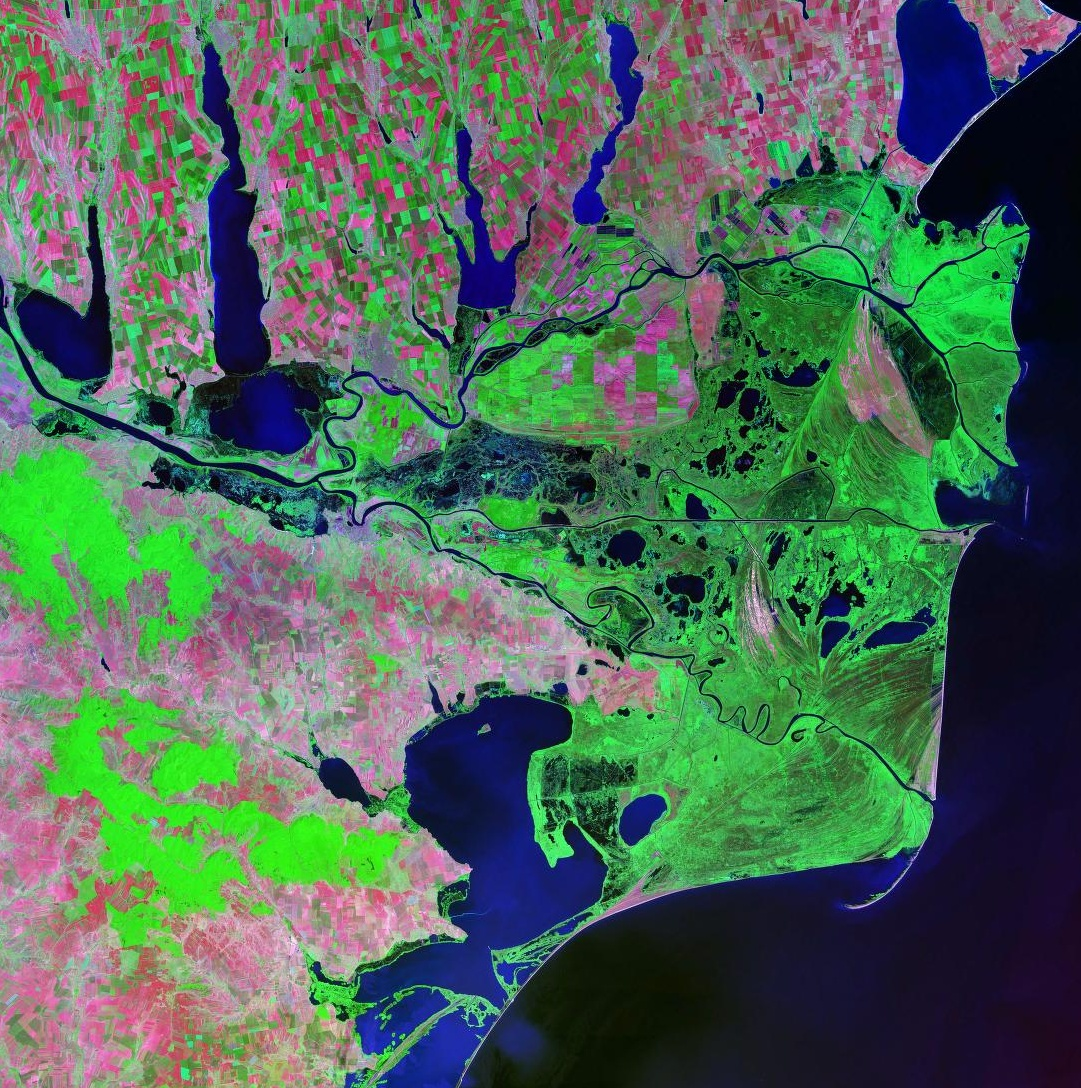
Delta Dunaju
zdjęcie satelitarne Landsat

Delta Dunaju (rum. Delta Dunării) – delta rzeczna położona w Rumunii i na Ukrainie, druga pod względem wielkości europejska delta, w niewielkim stopniu przeobrażona w wyniku działalności człowieka. Ma ona powierzchnię 3446 km².

## Geografia
Przed ok. 2500 lat według Herodota Dunaj dzielił się na 7 ramion. Obecnie koło miejscowości Tulcza Dunaj dzieli się na 3 ramiona przed ujściem do Morza Czarnego: Kilia, Sulina i  Święty Jerzy (Brațul Sfântu Gheorghe). Pomiędzy nimi i obok nich istnieje wiele innych kanałów wodnych, które dzielą deltę na setki i tysiące wysp, wysepek, piaszczystych wydm, obszary trzcin, bagien i podmokłych lasów, z których wiele jest corocznie zalewanych wiosną i jesienią. Liczne są jeziora i inne obszary otwartej wody, na których spotkać można wyspy pływające, zwane plauri. Uformowane z niesionych wodą pni drzewnych, butwiejących trzcin i in. z same czasem pokrywają się trzcinowiskiem, krzewami, a nawet mniejszymi drzewami.
W latach 60. XX w. szacowano, że każdego roku Dunaj składa na obszarze delty ok. 80 milionów m³ różnorodnych osadów. Aluwia te przesuwają corocznie deltę od kilku do ok. 40 m w głąb morza.
Około 44 km od delty Dunaju znajduje się Wyspa Wężowa – obszar, który należy do Ukrainy, lecz do którego pretensje rości także Rumunia.
W roku 2004 Ukraina rozpoczęła prace nad Kanałem Bystre, który utworzy żeglowny kanał od Morza Czarnego ukraińskiej części delty Dunaju. Unia Europejska apelowała do Ukrainy o jego zamknięcie, ponieważ będzie on zagrażać terenom podmokłym w delcie. Strona rumuńska, która jest zaangażowana w ochronę delty, zapowiedziała, że pozwie Ukrainę do Międzynarodowego Trybunału Sprawiedliwości.
Dostęp do wielu osad i wsi w Delcie Dunaju jest możliwy wyłącznie drogą wodną (np. wieś Letea w gminie C.A. Rosetti).

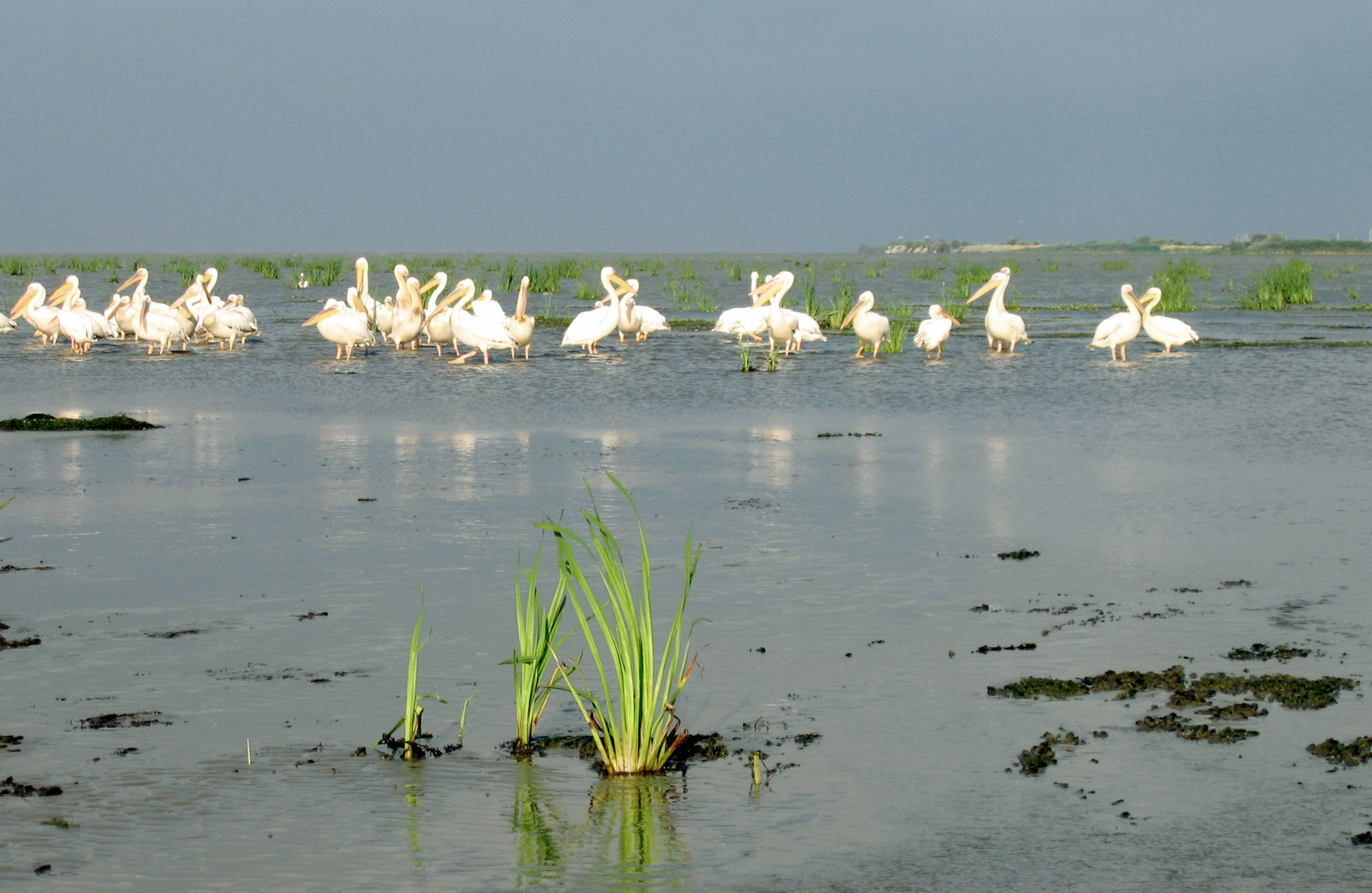
Pelikany w Delcie Dunaju

## Przyroda
W delcie rośnie ponad 1200 gatunków roślin, występuje 300 gatunków ptaków, a także 85 gatunków ryb słodkowodnych, które żyją w licznych jeziorach i bagnach. Delta Dunaju została wpisana na listę światowego dziedzictwa UNESCO i rezerwatów biosfery. Obszary ochrony ścisłej zajmują ok. 2733 km².
Na tym terenie miliony ptaków przylatujące z odległych terenów naszej planety (Europa, Azja, Afryka, Morze Śródziemne) mają tu tereny lęgowe. W uroczyskach leśnych, m.in. w okolicach Letea czy Caraorman, występują wilki, dziki, sarny i szereg gatunków drobniejszych ssaków.

## Mieszkańcy delty
Na obszarze delty w niewielkich wioskach, osadach i samotnych gospodarstwach żyje ok. 15 tys. ludzi. Komunikacja między nimi odbywa się prawie wyłącznie drogą wodną, często jeszcze drewnianymi łodziami wiosłowymi. Większość mieszkańców trudni się rybactwem. Część zajmuje się zbiorem trzciny, wykorzystywanej do produkcji celulozy i prefabrykatów budowlanych. Znany jest miód z pasiek, stojących wśród bogatych w gatunki, wilgotnych łąk.
Zachowała się tam także społeczność Lipowan, potomków starowierców, którzy opuścili Rosję w roku 1772, uciekając przed prześladowaniami religijnymi. Głównym ośrodkiem społeczności Lipowan jest położone w ukraińskiej części delty Wilkowo.